# Station Hilden (Noord-Ierland)
Station Hilden  is een spoorwegstation in Hilden in het Noord-Ierse graafschap Antrim. Het station ligt aan de lijn Belfast - Newry. 